# Tam Sir
Tam Sir, né le 16 juin 1999 à Abidjan (Côte d’Ivoire), est un chanteur, rappeur et arrangeur ivoiro-sénégalo-camerounais.

## Biographie
Née le 16 juin 1999 à Abidjan en Côte d'Ivoire, Tam Sir Junior Yihué de nationalité Ivoirienne, camerounaise et sénégalaise. D'une mère camerounaise et d'un père sénégalais, Tam Sir grandit à Ki-Yi, un village essentiel dans la culture musicale ivoirienne et dont le nom signifie le savoir de l'univers. Initié à la batterie et aux percussions dès son plus jeune âge, il forge son chemin en tant qu qutodidacte tout en puisant dans l'énergie créative de son environnement et un puissant héritage spirituel. Après avoir arrêté l'école à l'âge de 13 ans suite à des problèmes administratifs, le jeune prodige se plonge dans le beatmaking avec passion. Déterminé, il monte son premier home studio et ne tarde pas à gagner en reconnaissance. Dans les années 2010, il compose des instrumentaux avec les moyens de bord et quasiment sans équipement propre. Il rappe sur quelques morceaux puis découvre les mécanismes de la production et de l’arrangement qui le passionnent. Autodidacte, il a appris sur le tas et trouve le logiciel FL studio avec quoi il apprend les bases du métier de Beatmaker. Tam Sir s'oriente du côté de la composition, il prend la direction du beatmaking et laisse de côté le chant. Il se fait former à l’oreille musicale par Abou Bassa, le père du rappeur Didi B et s'inspire de Shado Chris avec qui il apprend les bases du mixage.

### Arrangeur
Tam Sir fait son entrée dans le paysage culturel ivoirien vers la fin de la décennie 2010. Il perfectionne progressivement ses créations et attire l'attention de grands noms de la musique africaine tels que DJ Arafat, Boningo et Dobet Gnahoré, qui viennent collaborer avec lui. Sa collaboration avec son grand frère, le rappeur ivoirien Didi B, le propulse sur le devant de la scène. Déjà actifs ensemble sur "Mojaveli" en 2018, leur collaboration évolue, et grâce à la renommée de Didi B, Tam Sir signe un contrat chez Universal Music Africa. En 2022, leur succès "En haut", en collaboration avec JR Lamelo, cumule des millions d'écoutes, propulsant ainsi le jeune compositeur au rang des producteurs les plus en vue du pays.

### Production
En tant qu'arrangeur ivoirien, Tam Sir collabore avec Roseline Layo sur son titre "Donnez-nous un peu", Rémy Adan sur son single "Le goût de Ça", et Josey sur 80% de son album "Espoir". Il a également travaillé avec des artistes tels que Feu DJ Arafat, 2boyz, Frère 100, Bmux Carter, Lil Black, Black K, Joochar, 4keus, Ténor feat Kiff no beat sur "Appeler", Fanicko sur "Le beau des beaux", Rocky Gold, Elow'n et Kozak.

## Musique de la CAN 2023
Le 8 décembre 2023, Tam Sir dévoile le titre Coup du marteau, arrangé par lui-même en collaboration avec la Team Paiya, Ste Milano, Renard Barakissa, Tazeboy et Psk,. Cette chanson est devenue l'une des plus écoutées lors de la 34e édition de la Coupe d'Afrique des nations de football,. Avec plus de 20 millions vues sur Youtube en un mois, elle connait une montée en popularité significative, étant entendue dans les stades, les villages de la CAN et autres lieux festifs,. 
La chanson est devenue incontournable, suscitant l'enthousiasme du public qui se laisse emporter par la danse du "Coup du marteau". Sur Internet, de nombreuses personnalités et touristes partage des vidéos d'eux-mêmes dansant au rythme du titre, avec un mouvement de hanche caractéristique. 

## Discographie

### Single
- 2023: Coup du Marteau[17](: Platine[20])
- 2023: L'Afrique c'est nous - AFCON 2023[21]
- 2019: Tchoukoutaindé
- 2018: Boussole
- 2018: Mojaveli

## Distinction et décoration
- 2024: Kundé du meilleur artiste d'Afrique de l'Ouest[22],[23]

- 2024: Chevalier de l'ordre national ivoirien[24],[25]